# Uthman-moskee (Villeurbanne)
De Uthman-moskee is een moskee voor moslims van alle tradities en etnische groepen, ingehuldigd op 1 april 2006 in de stad Villeurbanne in het zuiden van Frankrijk.
Het is een gebouw van drie verdiepingen, betaald door bijdragen van Franse moslims, beslaat 1200 vierkante meter en omvat een grote bibliotheek en een Arabische school met plaats voor 250 studenten.